# 涝洲镇
涝洲镇，是中华人民共和国黑龙江省绥化市肇东市下辖的一个乡镇级行政单位。

## 行政区划
涝洲镇下辖以下地区：
松江村、新兴村、三星村、安业村、永兴村、安全村、合居村、富强村、安乐村、新江村、广发村和岔宝村。